# Rogério Timóteo
Rogério Timóteo, Escultor português nasceu em Sintra, Portugal, em 1967. De 1985 a 1989 é aluno de Mestre Anjos Teixeira. A partir de 1989 desenvolve trabalho individual. Em 1991 frequenta o Curso “Novas Tecnologias em Mármore” em Vila Viçosa. Posteriormente, frequenta o curso de desenho com modelo vivo na Sociedade de Belas Artes em Lisboa. Actualmente vive e trabalha em Sintra. Conta já com mais de 40 exposições individuais e mais de 300 exposições colectivas e de grupo. Encontra-se representado em colecções particulares em Portugal no estrangeiro.

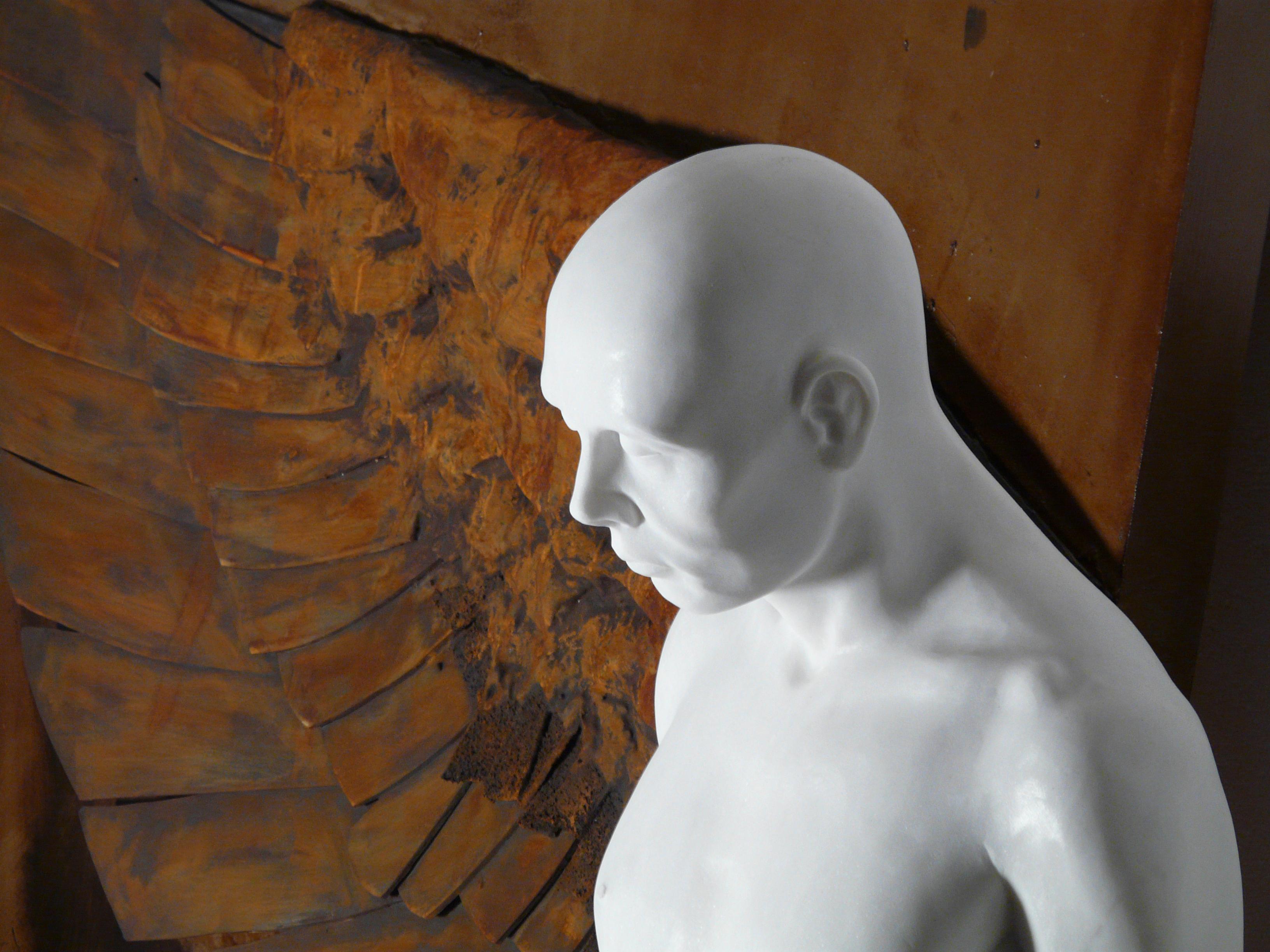
Escultura - "Icarus" - Escultor Rogério Timóteo

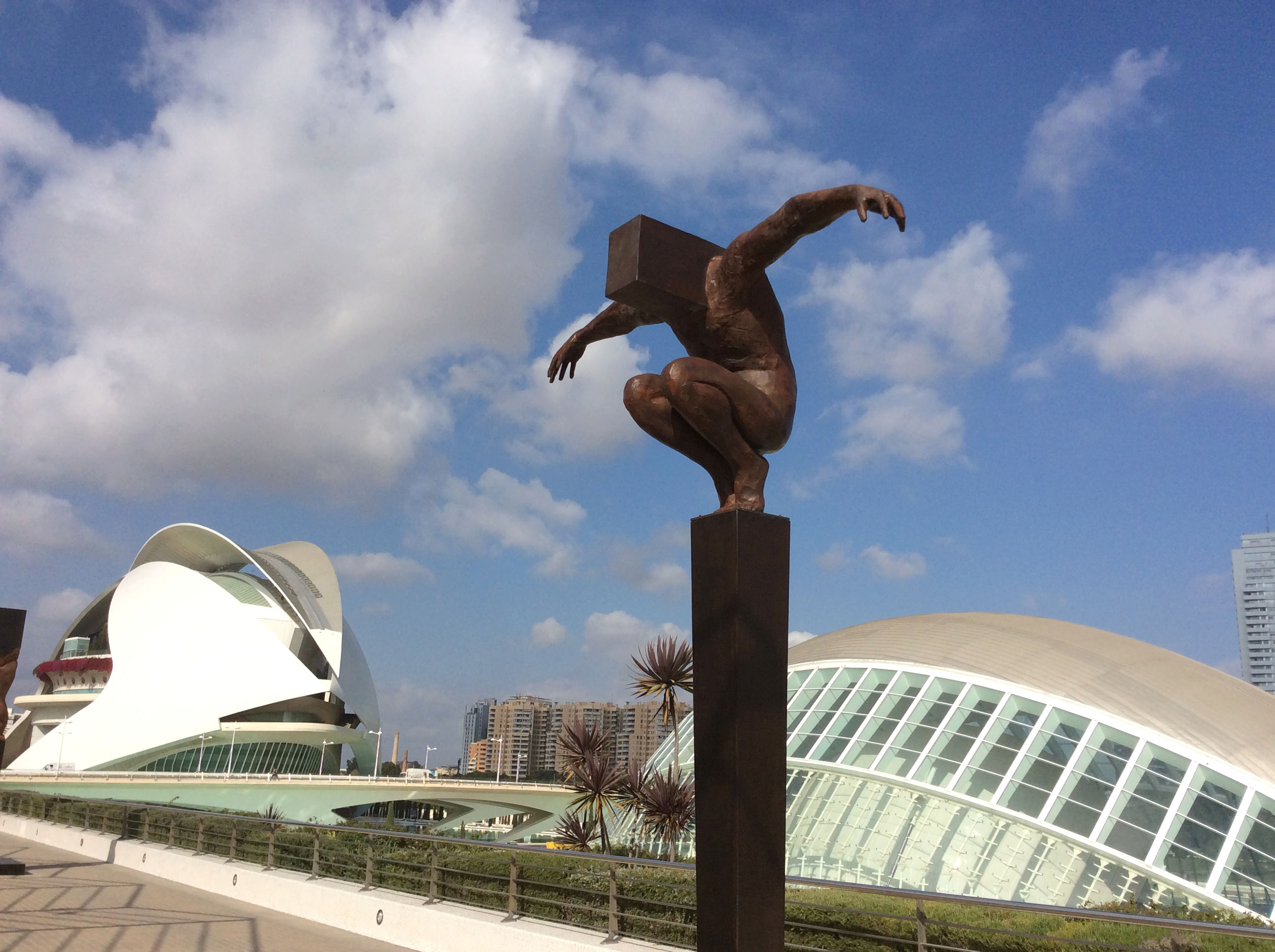
Exposição do escultor português Rogério Timóteo na Ciutat de les Arts i les Ciències - Valência - Espanha

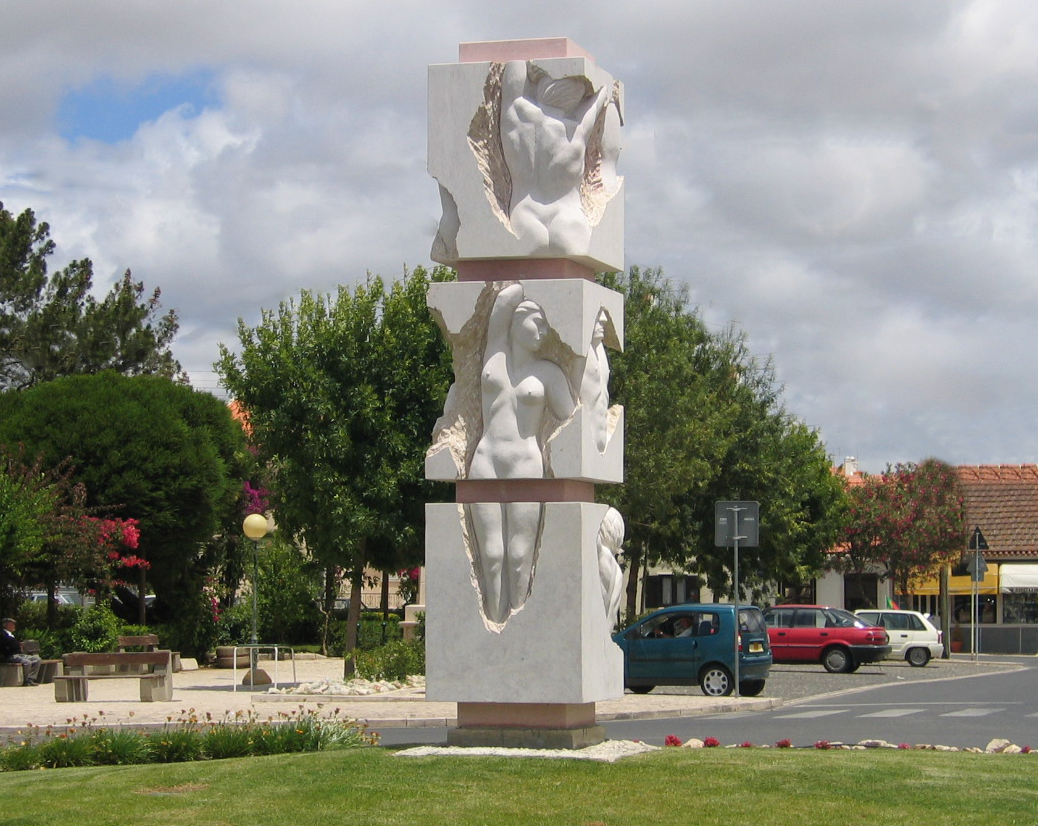
"Evolução" - Montelavar Sintra - Escultor Rogério Timóteo

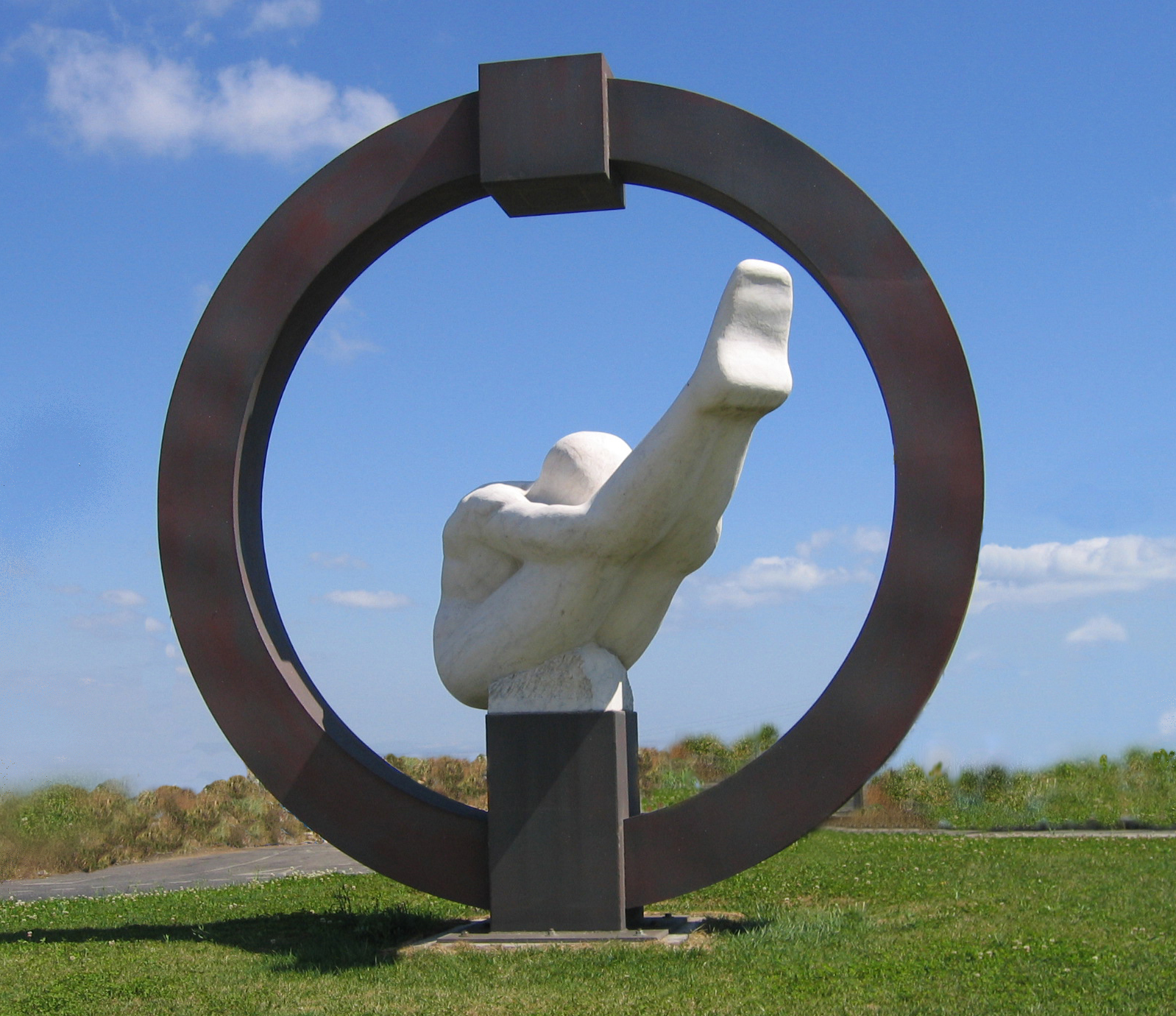
"Eternidade" - Sintra - Escultor Rogério Timóteo

## Principais Exposições Individuais
- 1993 - Galeria Veredas - Sintra
- 1993 - Galeria São Francisco - Lisboa
- 1994 - Galeria Forma - Braga
- 1994 - Galeria Edmundo Cruz - Colares
- 1995 - Galeria Arte em Voga - Lisboa
- 1995 - Galeria Arte Vária - Coimbra
- 1997 - Galeria São Francisco - “Ritmos” - Lisboa
- 1997 - Reservatório da Patriarcal – EPAL – “Tentações” - Lisboa
- 1998 - Galeria Arte Vária - Coimbra
- 1999 - Altestadt – “ Dicht auf der Haut” - Dusseldorf - Alemanha
- 2001 - Galeria Galveias –“Mergulhos” - Lisboa
- 2002 - Galeria Arte e Oficina – “Viagem” - Setúbal
- 2004 - Galeria Palpura – “Momentos Suspensos” - Lisboa
- 2007 - Galeria Galveias - Lisboa
- 2007 - Private Gallery - Convento do Beato - Lisboa
- 2008 - Forum de Alcochete - Corpos
- 2008 - Galeria Arte & Mar - Sesimbra
- 2008 - Projecto Art for All . "Nas Asas do Espaço-Tempo" - Cascais
- 2008 - Museu do Vinho Bairrada - "Equilibrium" - Anadia
- 2009 - Galeria Municipal - Sobral de Monte Agraço - "Ritmo dos Corpos"
- 2009 - Galeria de Arte Casino Estoril - "Diálogos Solitários"
- 2010 - Galerie Rectoverso - Rodange - Luxemburgo
- 2011 - ABC Stone Event - Nova Iorque - USA
- 2012 - O Sagrado e o Profano - Museu Arqueológico do Carmo - Lisboa
- 2013 - Através do Corpo - Galeria AP'Arte - Porto
- 2014 - "Esculturas, da Avenida ao Teatro" na Avenida da Liberdade e no Teatro Tivoli BBVA - Lisboa
- 2015 - "Dois Tempos, o mesmo Lugar" Paço dos Condes de Barcelos e Sala Gótica dos Paços do  Concelho - Barcelos
- 2015 - "Telling Stories" Conrad Algarve - Private Gallery
- 2016 - "Vertigem" Espaço Exibicionista - Lisboa
- 2016 - "Origens" MU.SA - Museu das Artes de Sintra
- 2016 - "Caminhos Paralelos" Ciutat de les Arts i les Ciències" Valência - Espanha
- 2017 - "Esculturas na Cidade" Portalegre
- 2018 - "Sculpture in the Cidadela" - Cascais
- 2018 - "Novas Abordagens" - Cidadela de Cascais
- 2018 - "The World" Plateaux Gallery - Londres
- 2019 - Art Sessions 13 - Pestana Cidadela de Cascais
- 2019 - "O Traço e a Forma" - Galeria de S. Sebastião - Portalegre
- 2019 - “Rostos” Project ROOM Gallery - Cidadela de Cascais
- 2019 - “Ecos de Existência” Galeria Ap’Arte - Porto

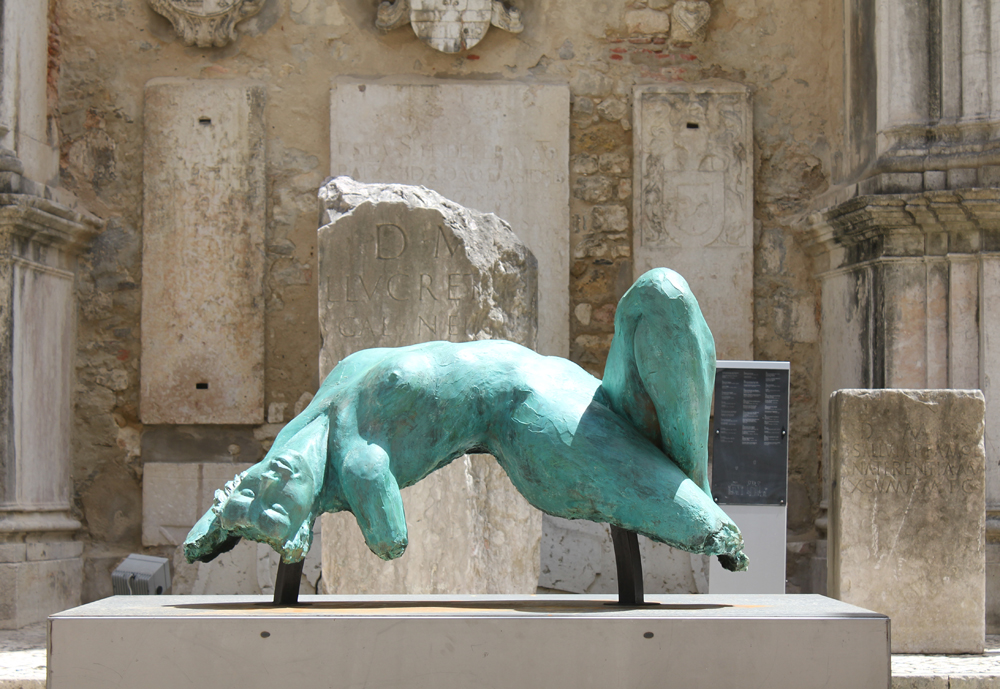
Escultura - "Tágide" - Escultor Rogério Timóteo

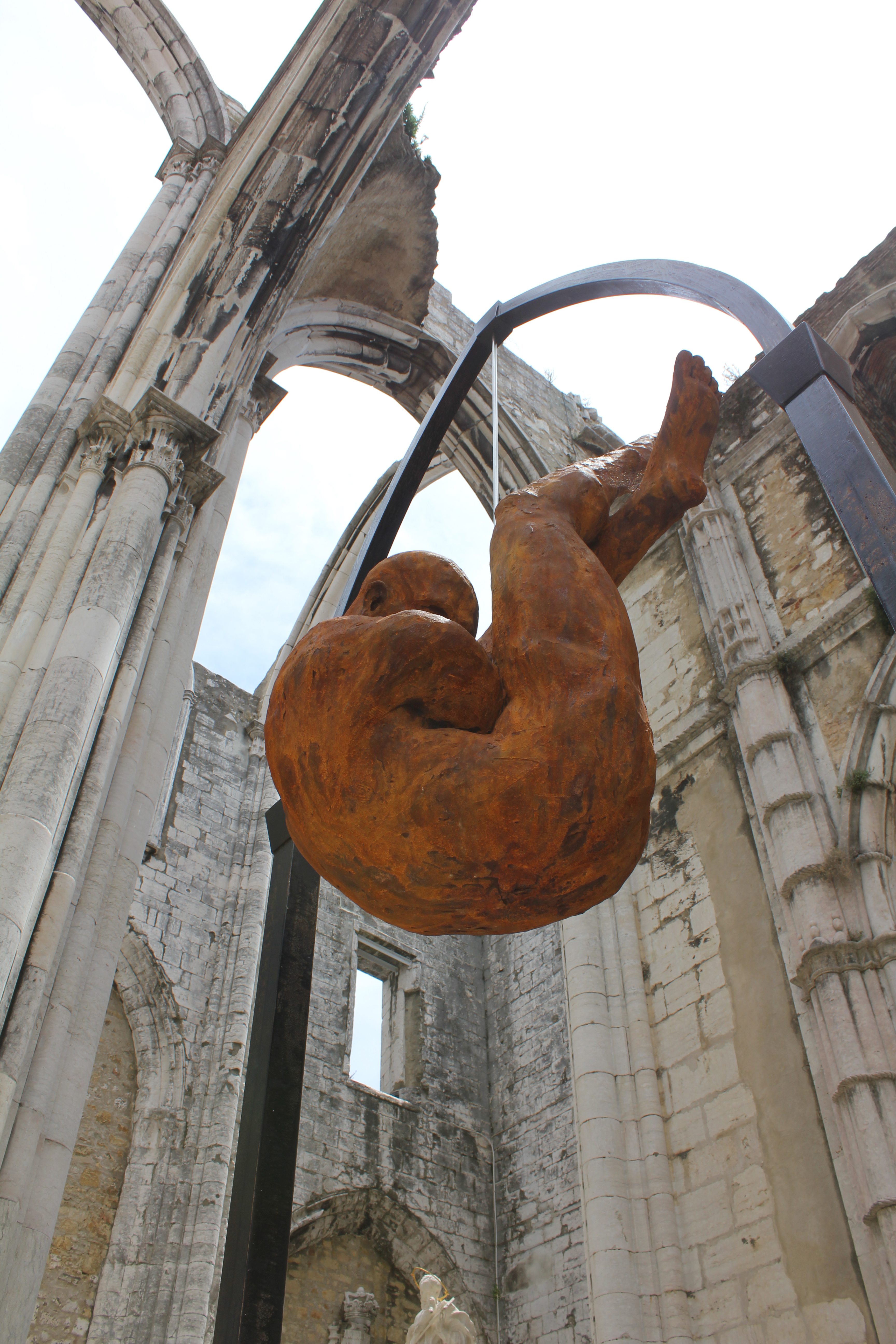
Escultura - "Catedral" - Escultor Rogério Timóteo

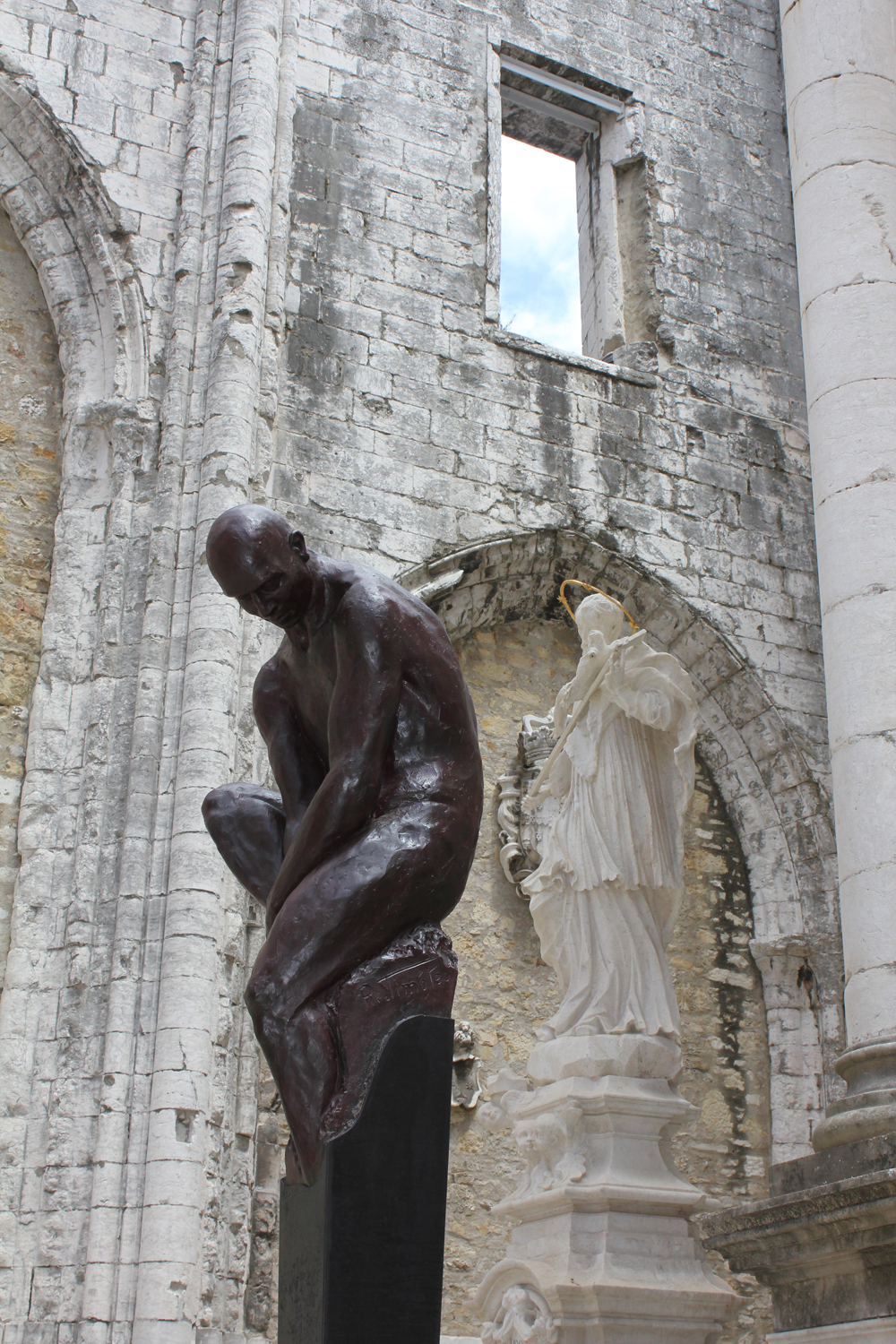
"Guardião" - Escultor Rogério Timóteo

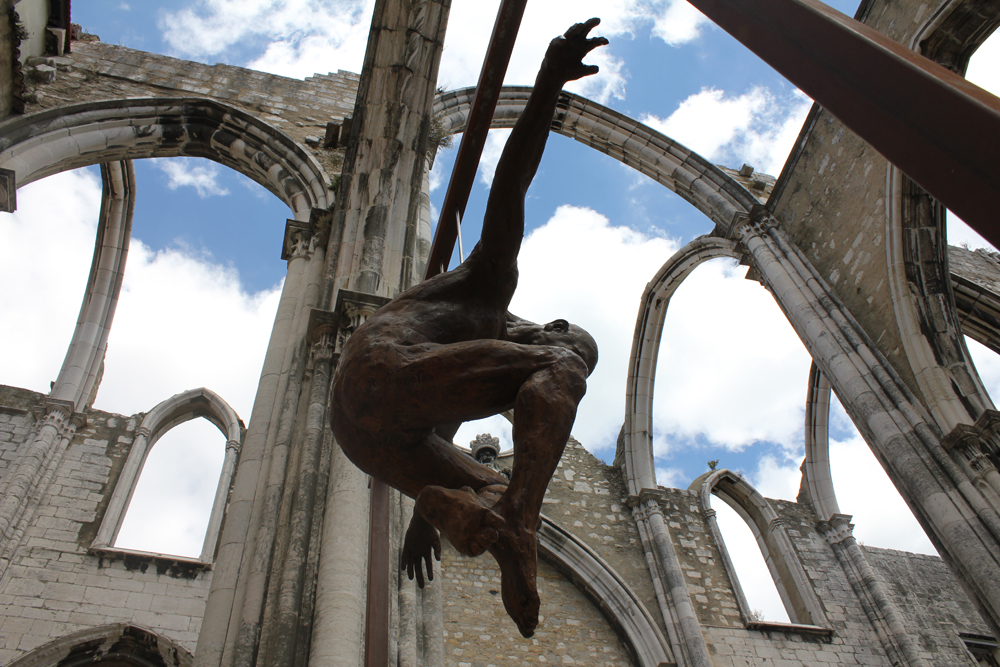
"Ícaro" - Escultor Rogério Timóteo

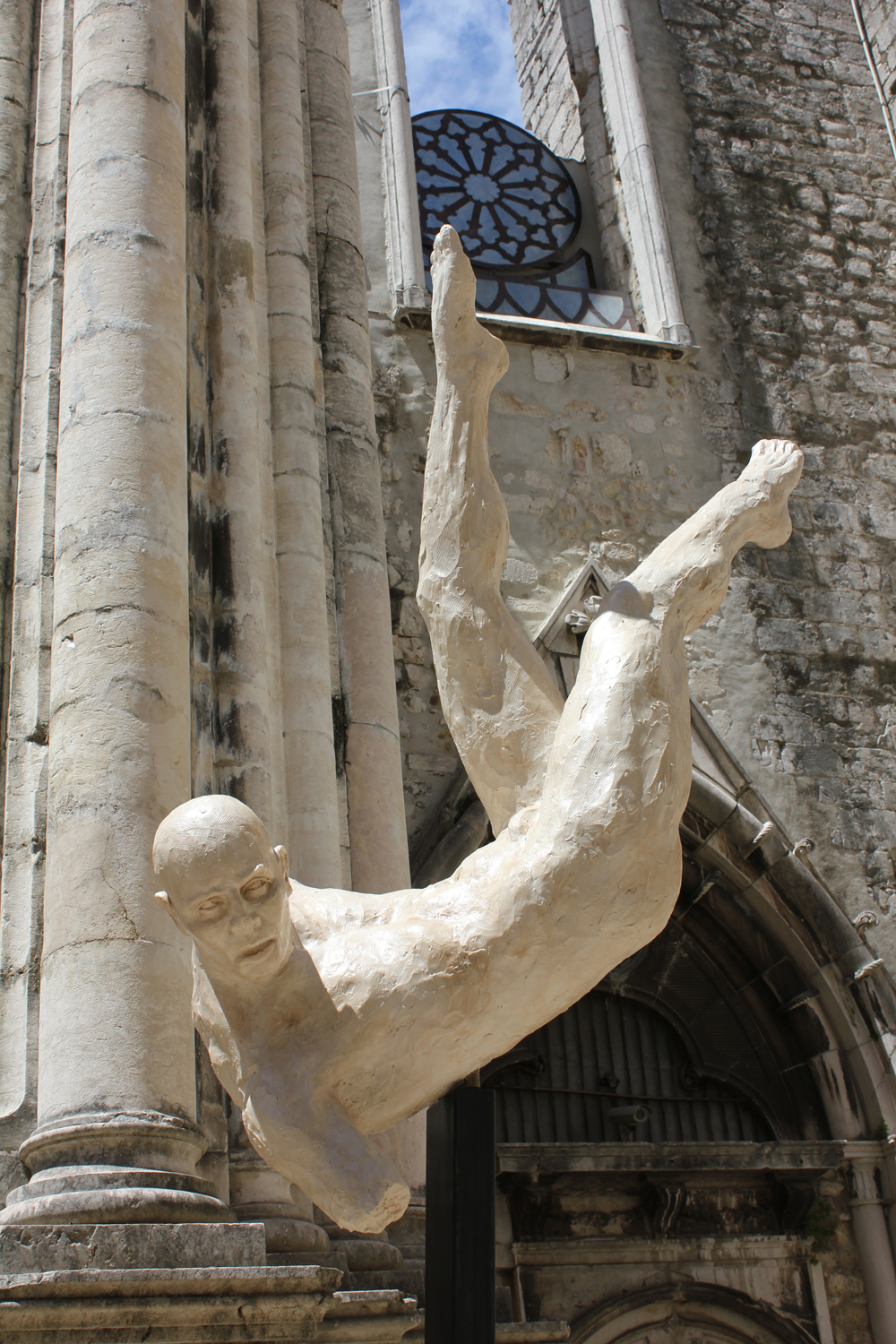
Escultura "A Queda de Ícaro" - Escultor Rogério Timóteo

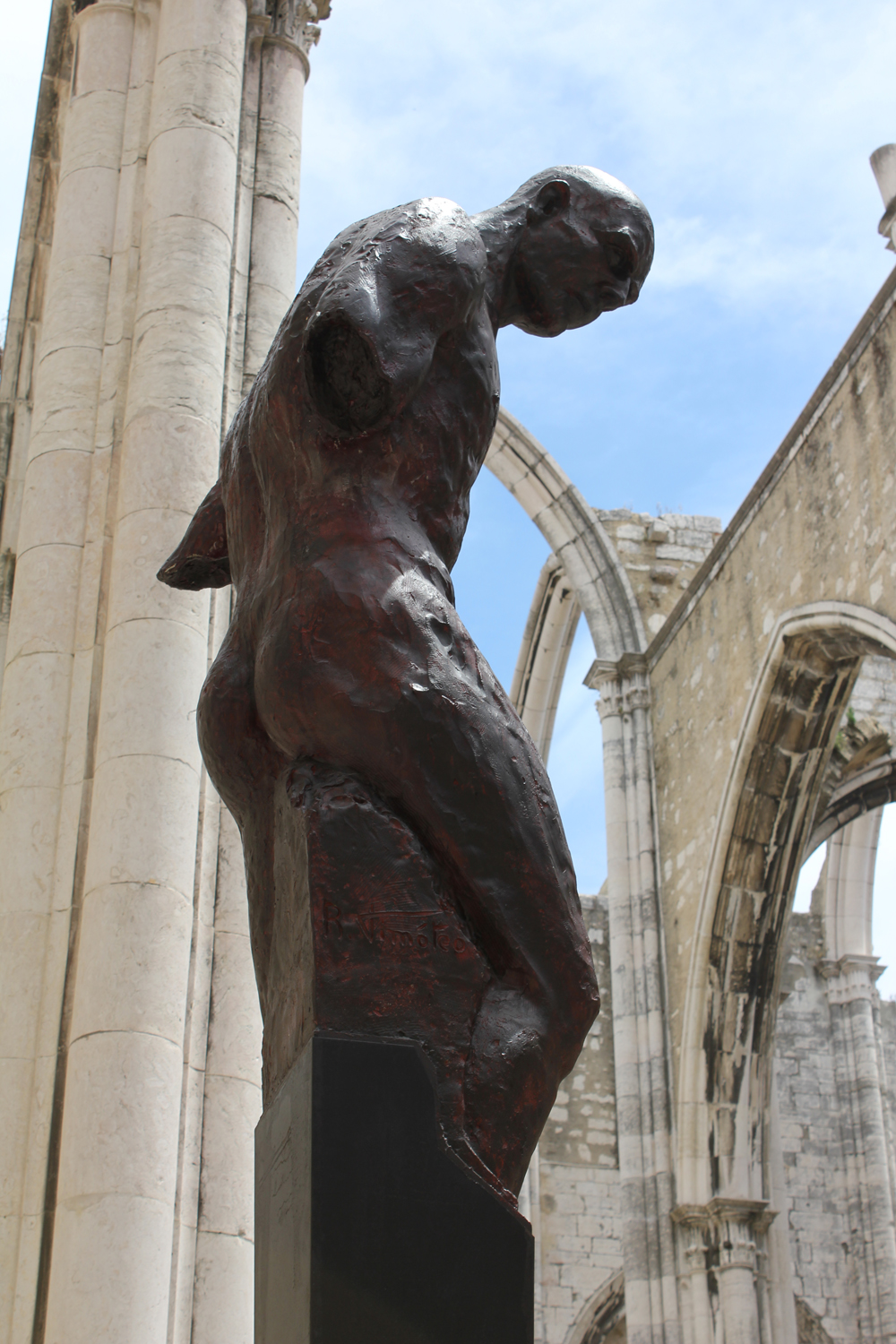
"Guardião II" - Escultor Rogério Timóteo

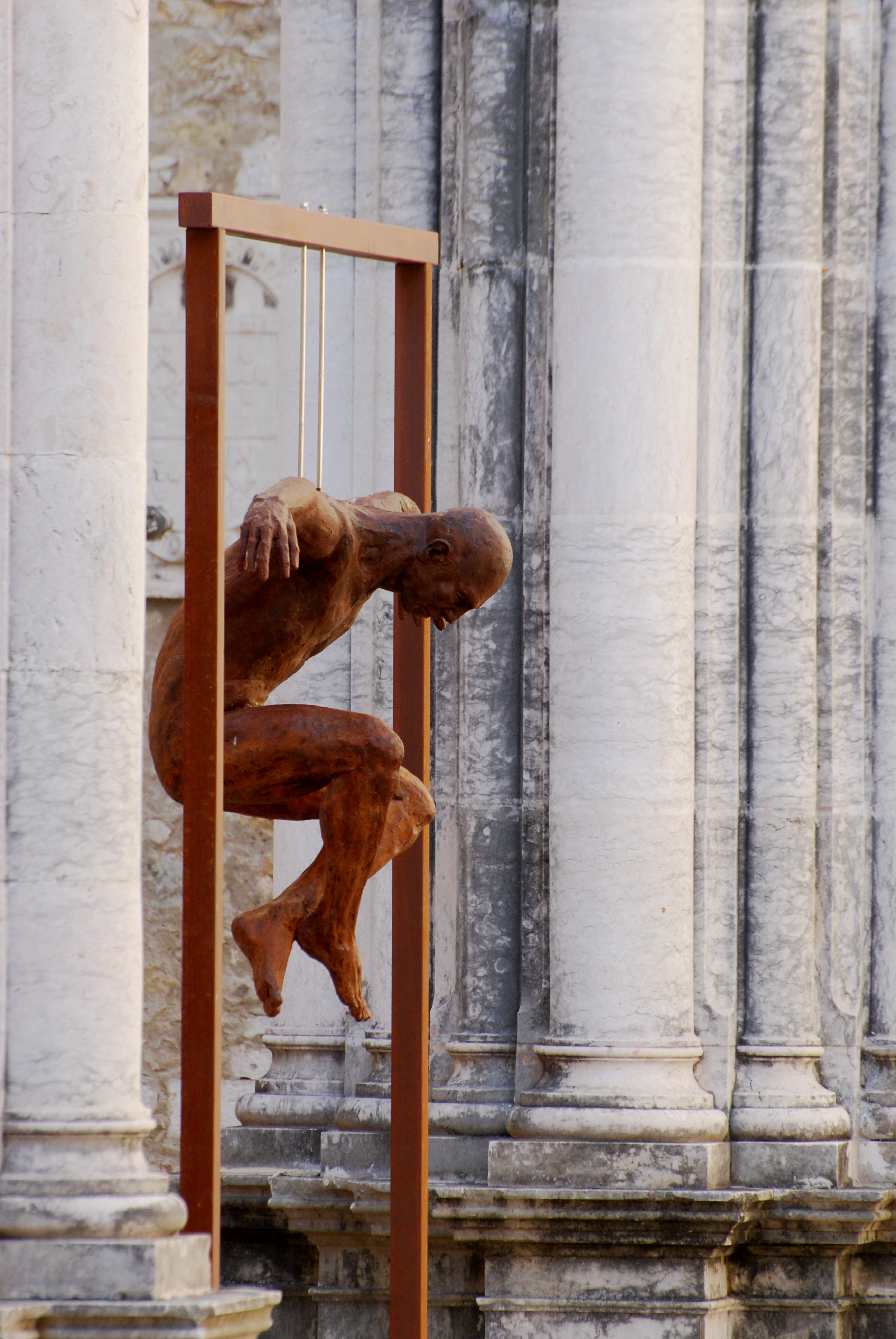
Escultura de Rogério Timóteo

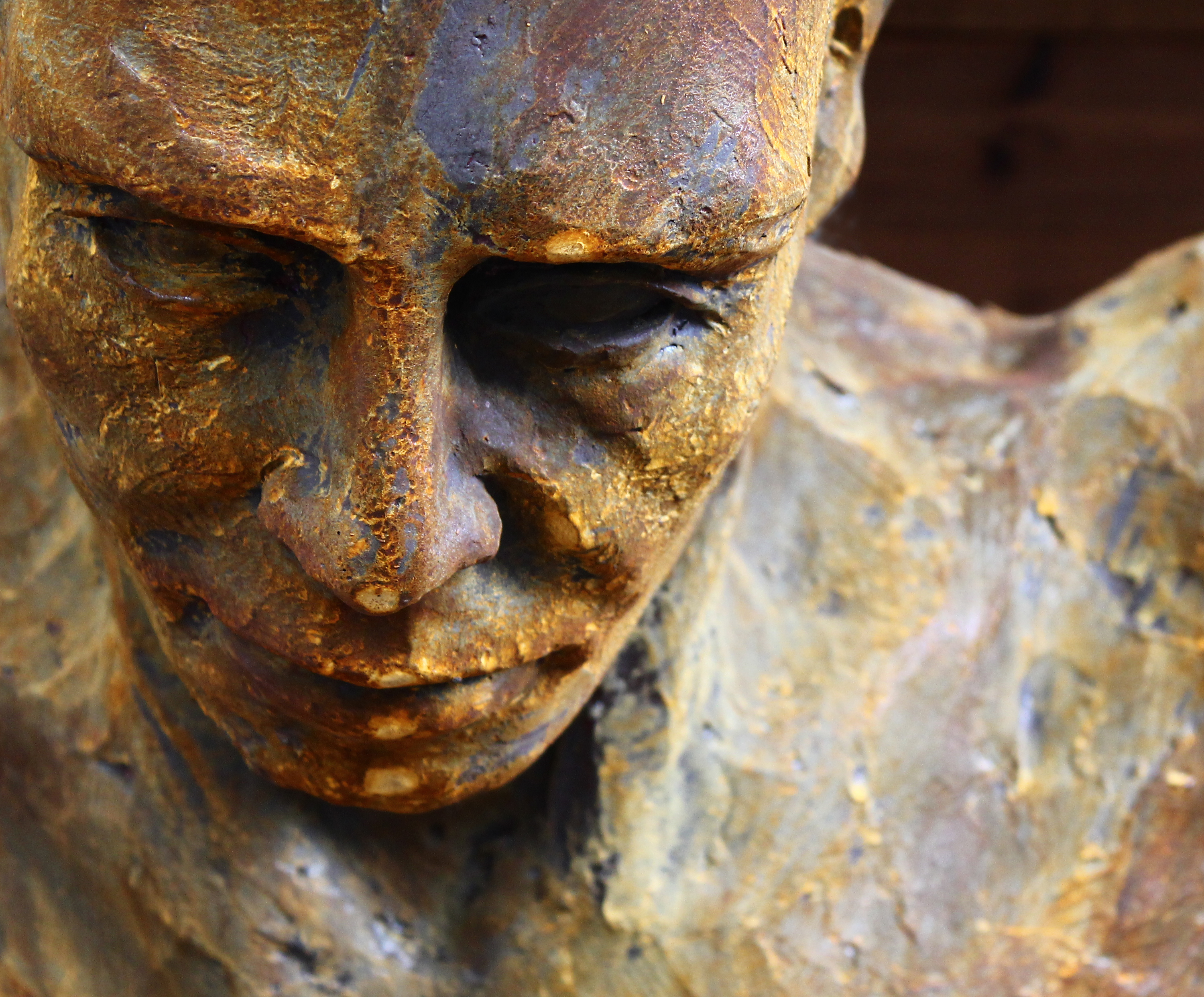
Escultura de Rogério Timóteo

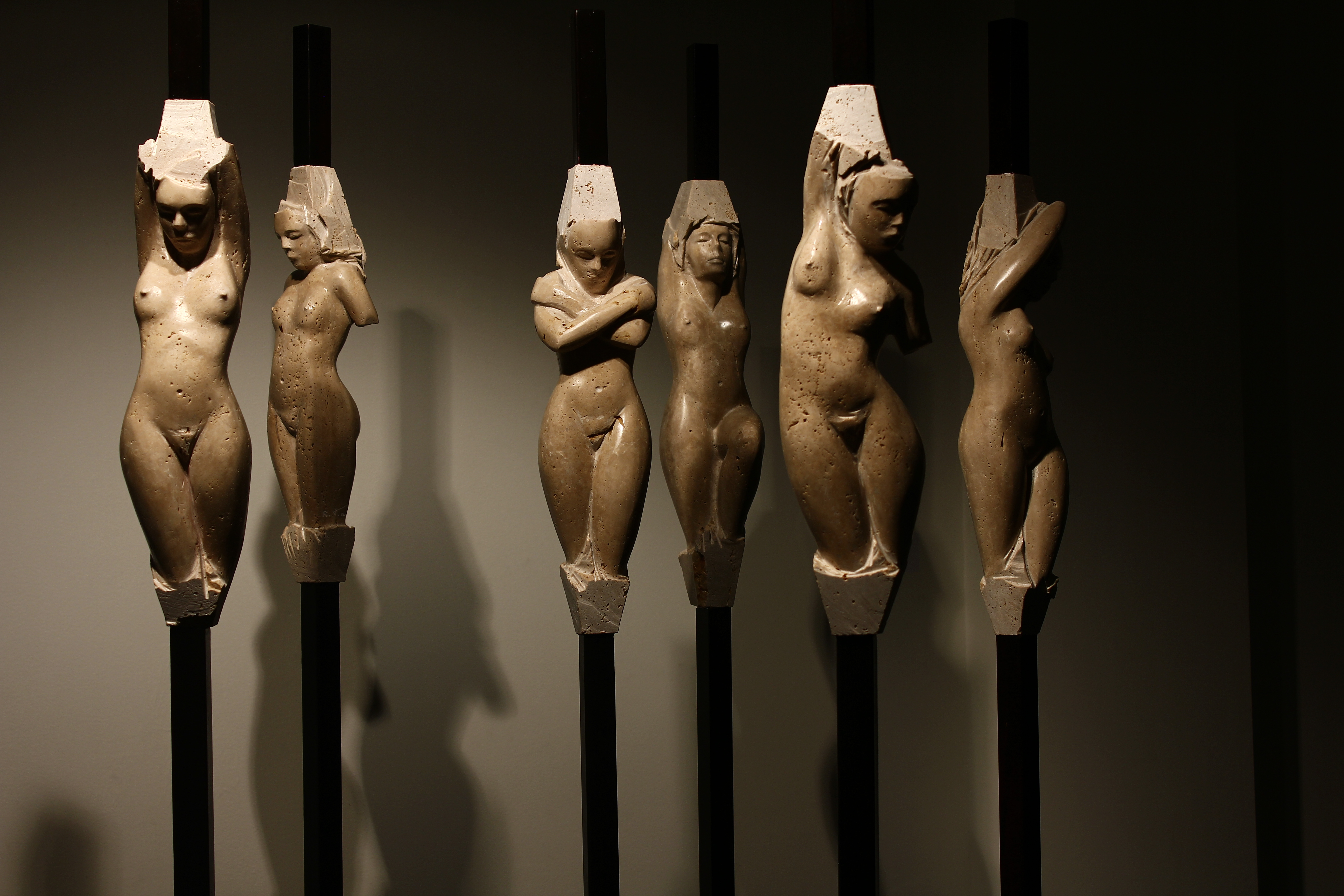
Escultor Rogério Timóteo - Cariátides

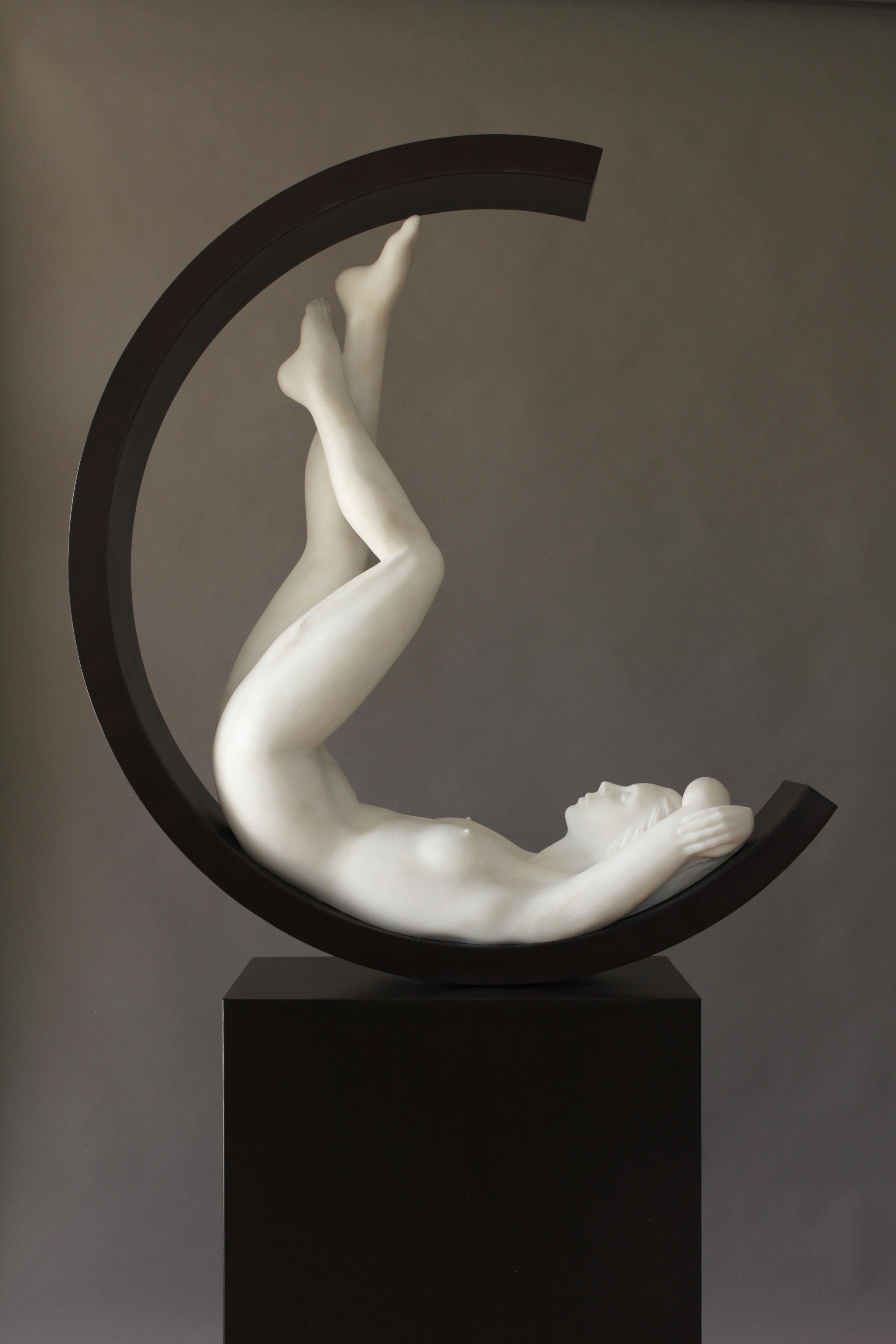
Escultor Rogério Timóteo - O Círculo

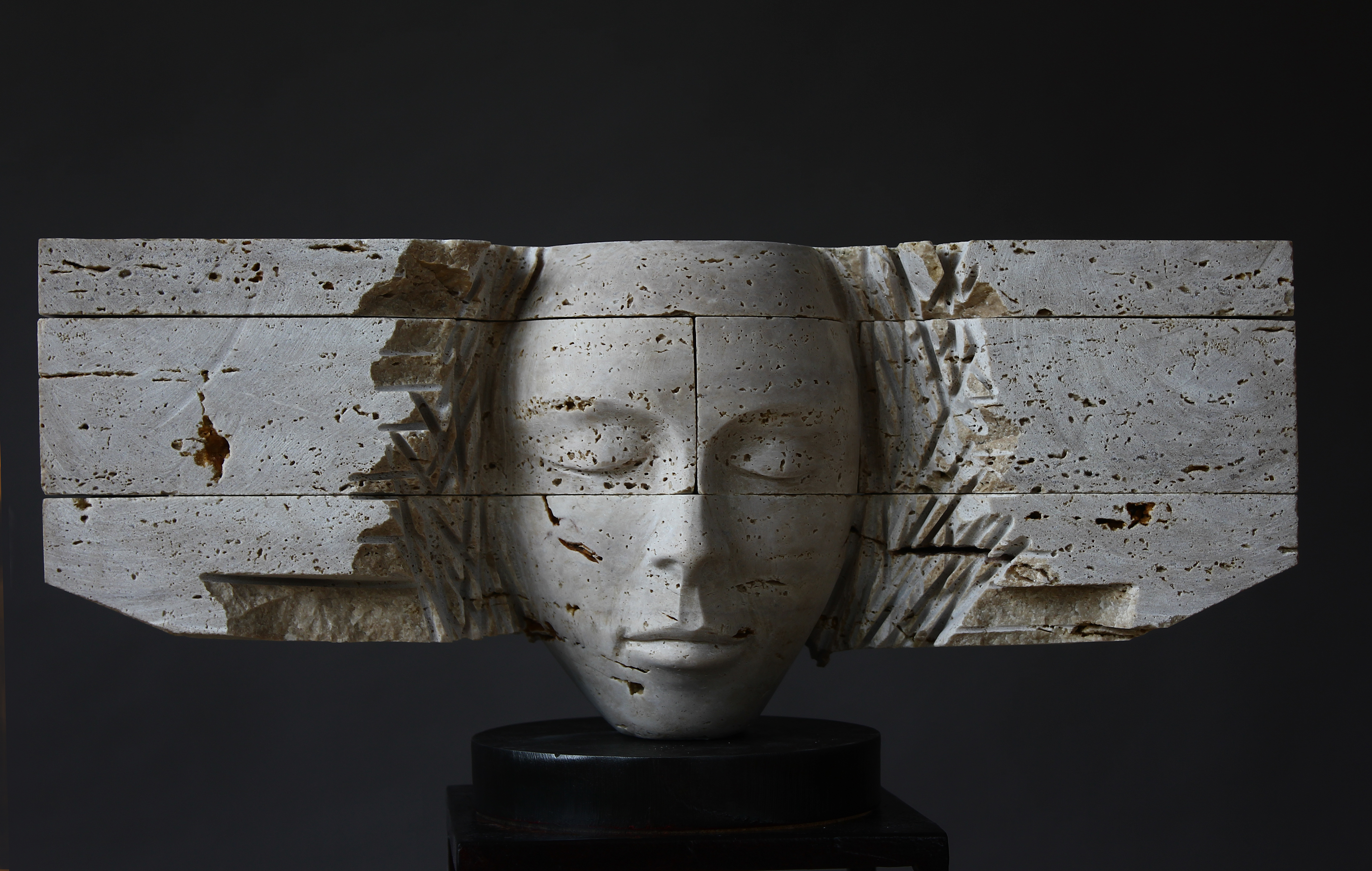
Escultor Rogério Timóteo - Rosto

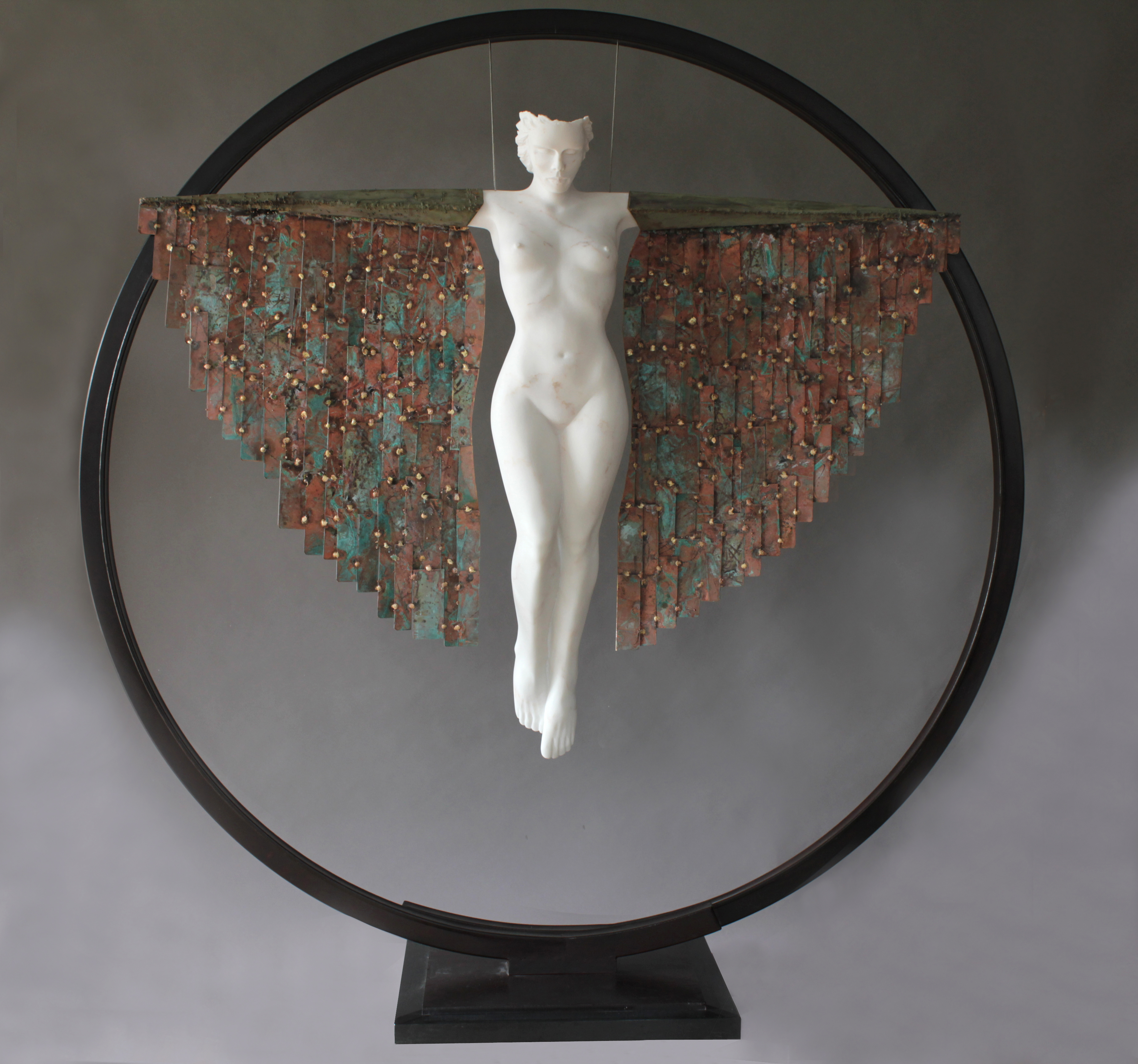
Escultor Rogério Timóteo - Metamorfose

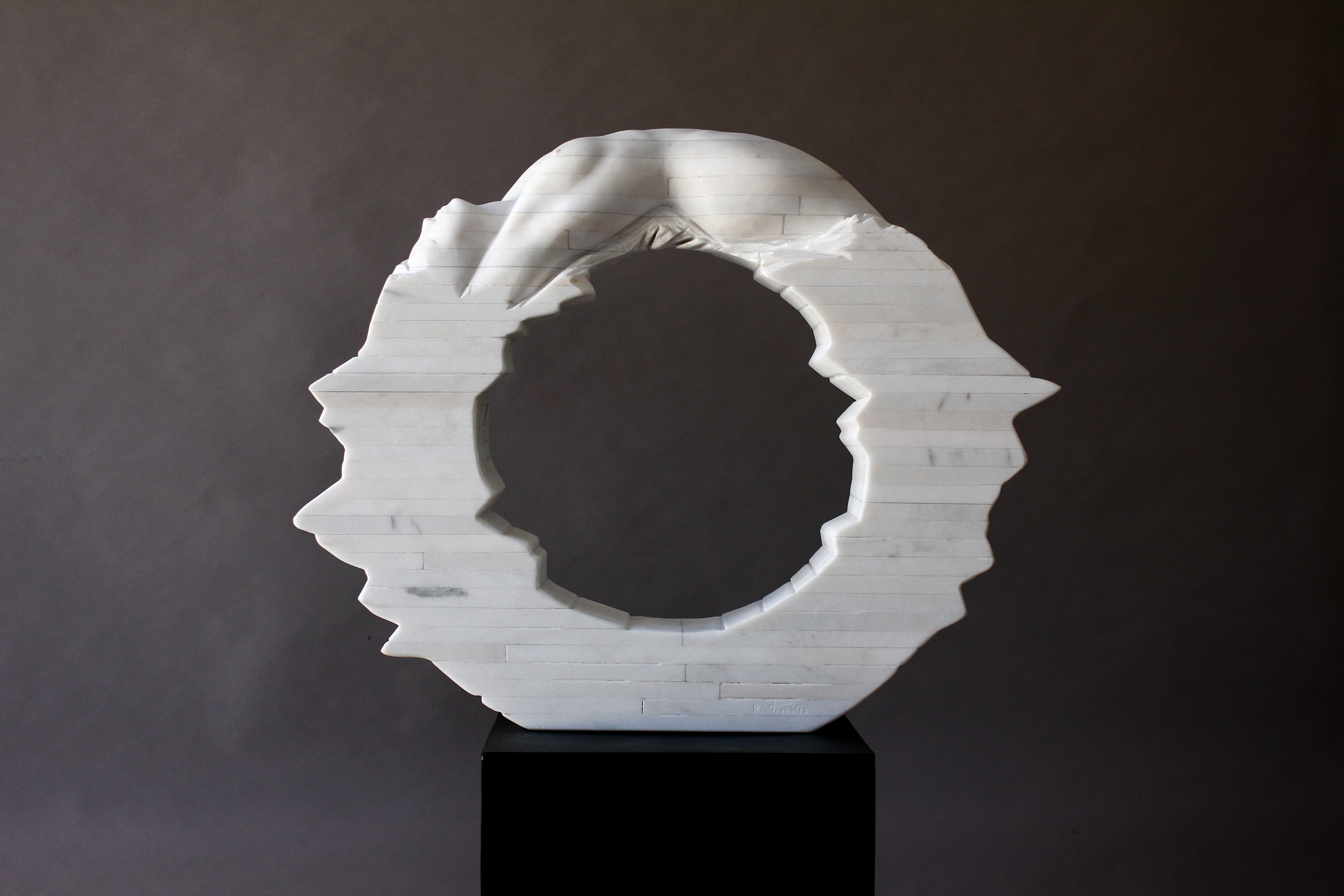
Escultura de Rogério Timóteo

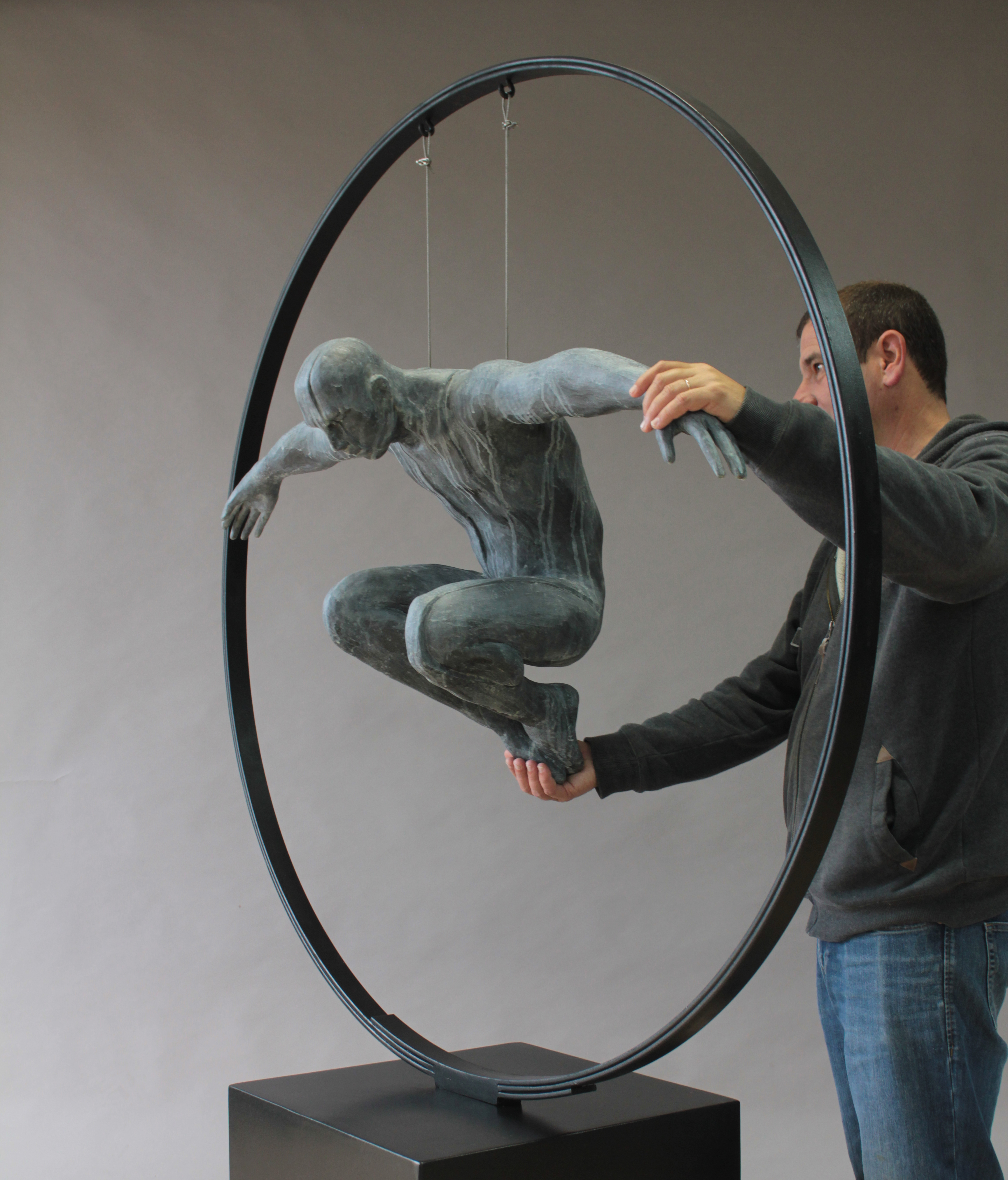
Escultura em bronze | Icarus | Rogério Timóteo - Escultura "Icarus"

## Principais Exposições Colectivas
- 1987 - Inauguração da Galeria Almadarte - Costa da Caparica
- 1988 - Comemoração das Festas da Vila Velha na Sala da Junta de Turismo de Sintra
- 1989 - Sala das Galés no Palácio Nacional de Sintra com o Grupo Alternativa Jovem e também integrado no Festival de Música do Conselho de Sintra - Mercês
- 1989 - 1º Prémio de Escultura na Exposição do Sind. dos Trabalhadores do Mármore - Pêro Pinheiro
- 1990 - V Salão Primavera, Galeria do Casino do Estoril
- 1991 - Novos Valores da Arte Portuguesa - Galeria São Francisco - Lisboa
- 1991 - VI Salão Primavera, Galeria do Casino do Estoril
- 1991 - Galeria Edmundo Cruz - IV Aniversário -Colares
- 1991 - III Mostra de Escultura de Ar Livre - Amadora
- 1992 - Figurações e Simbolismo - Galeria São Francisco - Lisboa
- 1992 - VII Salão de Primavera - Galeria do Casino do Estoril
- 1992 - Colectiva de Verão - Galeria São Francisco - Lisboa
- 1992 - Galeria Edmundo Cruz - Colares
- 1992 - Galeria Pátio das Artes - Hotel Meridien Lisboa
- 1992 - Sala de Exposições do Mosteiro da Batalha
- 1993 - Galeria Pátio das Artes - IV Aniversário - Hotel Meridien Lisboa
- 1993 - Barington House - Vale do Lobo - Algarve
- 1993 - Espaço Veredas - Sintra
- 1993 - IV Mostra de Escultura de Ar Livre - Amadora
- 1994 - Convento da Orada - Reguengos de Monsaraz
- 1995 - Salão Primavera, Galeria do Casino do Estoril
- 1996 - Galeria Edmundo Cruz “9º Aniversário” - Colares
- 1996 - “Ciberespaço” - Menção Honrosa - Galeria do Casino do Estoril
- 1996 - Galeria Municipal da Amadora - Amadora
- 1997 - Galeria Edmundo Cruz - Colares
- 1997 - V Mostra de Escultura de Ar Livre - Amadora
- 1997 - Quinta de Santo António - Aveiro
- 1997 - Galeria Pátio das Artes - Hotel Meridien - Lisboa
- 1997 - Figuration Critique - Espace Eiffel Branly - Paris - França
- 1997 - Galeria Edmundo Cruz “10º Aniversário” - Colares
- 1998 - 28º Salon du Xº - Paris - França
- 1998 - Siemens Forum - Alfragide
- 1998 - Galeria LCR - Sintra
- 1998 - Galeria São Francisco - Lisboa
- 1998 - Museu da Água da EPAL - Dez Anos de Arte - Lisboa
- 1998 - Galeria Sépia - Braga
- 1999 - II Congresso Nacional dos Artistas Plásticos - ANJE - Porto
- 1999 - Galeria Anagma - Valencia - Espanha
- 1999 - Magia Imagem - Companhia das Artes - Lisboa
- 1999 - Galeria Arte e Oficina - “Exposição Colectiva de Verão 99” - Setúbal
- 1999 - Galeria Arthouse - Casa da Guia - Cascais
- 2000 - Galeria Artes e Artes - Lisboa
- 2000 - Galeria Arte Vária - Coimbra
- 2000 - Exposição de Arte Contemporânea Portuguesa – Price Waterhouse Coopers - Reservatório da Patriarcal
- 2000 - Galeria Galveias - Lisboa
- 2000 - Fabrica das Artes - Torres Vedras
- 2000 - Galeria Marília Portugal - Vilamoura
- 2000 - Marca –Madeira - Madeira
- 2000 - Museu de Aveiro/ V Exposição ANAP
- 2000 - FAC - Feira de Arte Contemporânea - Lisboa
- 2001 - Espaço T - Di-Visões - Porto
- 2001 - MM - Galeria de Arte - Caldas da Rainha
- 2001 - Galeria Galveias - Lisboa
- 2001 – Exposintra – Colectiva de Pintura e escultura
- 2001 - XVII Salão de Outono - Casino Estoril
- 2001 - Galeria Pedro Serrenho - Lisboa
- 2002 - Escultura Contemporânea - Galeria de Arte do Casino Estoril
- 2002 - Europe - art languages - Milão - Itália
- 2002 - Sintra Arte Pública I - Exposição de escultura ao ar livre
- 2002 - II Prémio de Escultura City Desk- Cascais
- 2003 - Arte Estoril – Feira de Arte Contemporânea do Estoril
- 2003 - Escultura para tocar - Sintra
- 2003 - III Prémio de escultura City Desk - Cascais
- 2003 - Galeria Inter-Atrium – XIX Aniversário – Porto
- 2003 - BelourArte Gallery – 16 formas diferentes de abordar a Arte -Sintra
- 2004 - Arte Estoril – II Feira de Arte Contemporânea do Estoril
- 2004 - Galeria da Casa de Cultura Jaime Lobo e Silva – Ericeira
- 2004 - Galeria João Redondo - Setúbal
- 2004 - Galeria Magia Imagem - Lisboa
- 2004 - Espaço Gepigai Ministério da Administração Interna – Lisboa
- 2005 - Pavilhão Atlântico – Exposição promovida por Grundfos Portugal, SA
- 2005 - Galeria de Arte do Casino Estoril - Homenagem ao ceramista Artur José
- 2005 - D. Fernando II – Galeria de Arte – Sintra
- 2005 - Palácio Porto Covo - Lisboa, “Viagens Solidárias”
- 2005 - Galeria Ditec – Lisboa
- 2005 - Galeria Alexandra Irigoyen - Madrid - Espanha
- 2006 - Galeria Magia Imagem - Lisboa
- 2006 - Galeria Santa Rita - Águeda
- 2006 - Galeria Maria Braga - Vila Nova de Cerveira
- 2006 - Galeria Atlântida – Ponta Delgada - Açores
- 2007 - Arte Pública IV - Sintra
- 2007 - Private Gallery - Algarve
- 2007 - Micro Arte - Convento do Beato - Lisboa
- 2007 - Arte Lisboa - Feira de Arte Contemporânea - Galeria São Francisco
- 2007 - First Gallery - Lisboa
- 2007 - Galeria de Arte Casino Estoril - XXI Salão de Outono - Douro/Duero
- 2007 - Private Gallery - Porto
- 2007 - Escultura Livre 2007 - Famalicão
- 2008 - Galeria Art for All - Visão de Infinito - Homenagem ao pintor Fernando Montes - Cascais
- 2008 - Arte Pública V - Sintra
- 2008 - Private Gallery - Lisboa
- 2008 - XXII Salão de Outono - Casino Estoril
- 2008 - MI - Galeira de Arte - Lisboa
- 2009 - Private Gallery - Lisboa
- 2009 - Escultura Livre - Amadora
- 2009 - Galeria São Francisco - Lisboa - 40º Aniversário
- 2010 - Galeria Casino Estoril - Os bichos também são gente - Estoril
- 2010 - Arte Pública VII - Princípios Humanos - Sintra
- 2010 - Private Gallery - Algarve
- 2011 - Gota d'Água - Museu da Água - Resevatório da Patriarcal
- 2011 - Artistas por Oeiras - Centro Cultural Palácio do Egipto
- 2012 - XXV Salão de Outuno - Casino Estoril
- 2012 - Exposição Solidária "100 Contra a Sida" - Fundação Champalimaud - Lisboa
- 2013 - Escultura de Ar Livre - Amadora
- 2013 - Per Petram 2013 - Porto de Mós
- 2013 - Artistas dos Países Lusófonos - Galeria de Arte do Casino Estoril
- 2013 - 4ª Edição Abertura Ateliês de Artistas/Lisboa
- 2014 - Mare Nostrum – Comemoração dos 650 anos da Vila de Cascais – Galeria Casino Estoril
- 2014 - “Uma mão cheia de arte!” Conrad - Algarve – Private Gallery
- 2014 - Art Market na Com. Horta - Comporta
- 2014 - Moda Espaço Arte  - Lisboa
- 2015 - XXIX Salão de Outono - Homenagem a António Joaquim - Casino Estoril
- 2016 - Vecchiato Arte - Pádua - Itália
- 2016 - Plus One Gallery - Londres - Inglaterra
- 2016 - XXX Salão de Outono - Casino estoril
- 2016 - Arte Padova - Vecchiato Gallery - Padua - Itália
- 2016 - Benezra Gallery - Marbella . Espanha
- 2017 - Plateaux Gallery - Londres - Inglaterra
- 2017 - Espaço Exibicionista - "Caixa de Pandora" - Lisboa
- 2018 - Project ROOM - Cascais
- 2019 - Poesia Silênciosa - Galeria de Arte do Casino do estoril

## Exposições de Grupo
- 1996 - “ Ninfas do Tejo e Outras Deusas “ com o grupo Artitude na Mãe d’ Água - Lisboa
- 1999 - “ Discursos Contemporâneos “ na Galeria Arte e Oficina - Setúbal
- 2002 - “ As Metamorfoses de Galateia “ na Artes e Artes - Lisboa
- 2002 - “ A-MAR” na Galeria Arte na Vila - Cascais
- 2002 - Museu da Água - EPAL - Lisboa
- 2003 - Galeria LCR – Sintra
- 2003 - 4 Montras – “Naturezas Internas” - Viseu
- 2003 - Ministério das Finanças – Lisboa
- 2004 - Escultura para tocar – Jardim do Pavilhão Japonês – Sintra
- 2004 - Galeria Magia Imagem – Lisboa
- 2004 - Espaço GEPIGAI – Lisboa
- 2004 - Sintra Arte Pública – Sintra
- 2006 - Galeria Cidi Arte – Lisboa
- 2006 - The Art for All – Viagem Interior - Cascais
- 2007 - Galeria Maria Braga - Vila Nova de Cerveira
- 2008 - Galeria Inter-Atrium - Percursos - Porto

## Representado
- SOLBI - Soc. Lusobritânica de Informática
- EDINFOR - Sistemas Informáticos
- Inspecção Geral da Administração Interna
- Museu da Água da EPAL
- Clinique Française - Lisboa
- Grundfos Portugal, SA
- Diversas colecções nacionais e estrangeiras
- Direcção dos Serviços de Engenharia
- Clinica do Tempo - Parede
- Deloitte Portugal
- Novo Nordisk - Paço de Arcos
- Casa Lena Gal - Ribeira Grande - Açores
- ANF-Associação Nacional das Farmácias

## Obra Pública e Outros Trabalhos
- 1991 - Busto do General Firmino Miguel - Mafra
- 1992 - Monumento a Cristo-Rei - Sabugal
- 1993 - Conjunto Escultórico para a Fonte Luminosa de Charneca da Caparica - Almada
- 1994 - “Fénix” - Bombeiros Voluntários de Carnaxide
- 1995 - “Falcão” para Salvaterra de Magos
- 1995 - “Brasão” para a Escola Prática da Guarda Nacional Republicana
- 1995 - “Canteiro” - Edifício Delegação Reg. Ind. e Energia
- 1996 - “Fénix” - Bombeiros Voluntários de Moscavide
- 1996 - Busto de D. Dinis - Salvaterra de Magos
- 1997 - “Ilha dos Amores” - Sala dos Recreios - Amadora
- 1997 - Realização de 50 múltiplos de “Sereia” - EPAL
- 2000 - Busto Dr. José Máximo da Costa - Lourinhã
- 2000 - Escultura Monumental “Mergulhos” Rotunda SOLBI - Linda-à-Velha - Oeiras
- 2001 - Escultura Monumental - “Eternidade” - Sintra.
- 2002 - Busto Dr. Afonso Pedreira Vilela - Carvalhal - Torres Vedras
- 2004 - Escultura Monumental “Evolução” Montelavar - Sintra
- 2004 - Escultura Monumental “Horizonte” - Cascais
- 2005 - Conjunto Escultórico “Jardim do Logos” – Biblioteca de Sintra
- 2005 - Escultura Monumental “Matriz” - Alto de Carnaxide - Oeiras
- 2005 - Escultura Monumental “Pulsare” - Alto de Carnaxide – Oeiras
- 2006 - Busto do Eng. Manuel da Maia – Direcção dos Serviços de Engenharia - Lisboa
- 2007 - Prémios de Excelência - Deloitte - IRG Awards 2007 - Private Gallery
- 2007 - Busto Padre Ramiro Moreira - Alvares
- 2007 - Escultura Monumental - "Ritos de Passagem" - Queluz - Sintra
- 2008 - Busto Dr. Simplício dos Santos - Sintra
- 2010 - Busto do Actor Armando Cortez - Casa do Artista - Lisboa
- 2011 - "O Círculo" - Edifício Garrett 29 - Lisboa
- 2013 - Monumento aos Bombeiros Voluntários de Loures
- 2013 - Medalhão da Condessa de Schonborn Wiesentheid - Muge